# Mộ Dung Phục Doãn
Mộ Dung Phục Doãn (tiếng Trung: 慕容伏允; bính âm: Mùróng Fúyǔn, 597–635), hiệu là Bồ Tát Bát khả hãn (步薩鉢可汗), là một quân chủ của nước Thổ Dục Hồn. Ông đăng cơ sau khi người anh trai Mộ Dung Thế Phục bị ám sát vào năm 597, và trở thành một trong những vị quân chủ cai trị lâu dài nhất trong lịch sử của Thổ Dục Hồn. Trong thời gian trị vì, ông đã tiến hành các cuộc xung đột lớn với nhà Tùy và nhà Đường, và vào năm 635, trong một cuộc xâm lược của Đường, ông đã bị ám sát do các thần dân cho rằng thái độ thù địch của ông đã khiến Đường Thái Tông xâm lược đất nước.

## Bối cảnh
Phụ thân của Mộ Dung Phục Doãn là Mộ Dung Khoa Lã- một khả hãn có tính khí thất thường và trị vì trong khoảng thời gian 540-591, thậm chí ngay cả các hoàng tử của ông ta cũng lo lắng về tính mạng của mình. Trong mối quan hệ với triều đại Trung Hoa, sau khi có mâu thuẫn giữa nhà Tùy (dưới thời Văn Đế) và nhà Trần (dưới thời Trần Thúc Bảo), Khoa Lã liên tục tấn công vào các châu của Tùy giáp với Thổ Dục Hồn, song sau khi Tùy diệt Trần vào năm 589, Khải Lỗ lo sợ và bỏ trống vùng biên giới, Khoa Lã qua đời vào năm 591 và người kế vị là Mộ Dung Thế Phục- huynh trưởng của Mộ Dung Phục Doãn, Thế Phục quyết định khuất phục Văn Đế và còn đưa một người con gái sang làm thiếp của Văn Đế song Văn Đế từ chối. Sau đó là một khoảng thời gian hòa bình giữa Thổ Dục Hồn và Tùy. Vào năm 596, Văn Đế phong con gái của một thành viên hoàng tộc làm Quang Hóa công chúa và gả cho Mộ Dung Thế Phục.
Năm 597, Thổ Dục Hồn đại loạn, quốc nhân giết Mộ Dung Thế Phục bị sát hại. Các thần dân lập Mộ Dung Phục Doãn làm khả hãn. Ông cử các sứ thần đến Tùy để giải thích việc phế lập và xin được cho phép kết hôn với Quảng Hóa công chúa theo phong tục Thổ Dục Hồn. Văn Đế chấp thuận. Ông và Quảng Hóa công chúa sau này có ít nhất một người con trai là Mộ Dung Thuận.

## Trong thời gian Tùy Dạng Đế trị vì
Văn Đế băng hà năm 604 và con trai là Dương Quảng lên kế vị (tức Dạng Đế). Ban đầu, mối quan hệ giữa Thổ Dục Hồn và Tùy vẫn hòa bình, khi đó Mộ Dung Phục Doãn cử sứ thần sang nộp cống cho Dạng Đế vào năm 607, cùng với các sứ thần của Cao Xương và đích thân khả hãn Đông Đột Quyết là Khải Dân khả hãn A Sử Na Nhiễm Cán. Tuy nhiên, cũng trong năm đó, quan viên nhà Tùy là Bùi Củ (裴矩) trở về sau khi thực hiện một chuyến vi hành các nước Tây Vực, và do biết rằng Dạng Đế đang tìm kiếm các mục tiêu để tiến hành chinh phục, Bùi Củ đề xuất với Dạng Đế rằng các nước Tây Vực có rất nhiều châu báu và rằng sẽ dễ dàng thôn tính Thổ Dục Hồn. Do vậy, Dạng Đế bắt đầu tính đến việc tấn công Thổ Dục Hồn. Tại một thời điểm, khi Mộ Dung Phục Doãn cử con là Mộ Dung Thuận làm sứ thần sang Tùy, Dạng Đế đã cho giam giữ Thuận.
Năm 608, Bùi Củ đã thuyết phục các bộ tộc Thiết Lặc tấn công Thổ Dục Hồn, quân Thiết Lặc đại phá quân Thổ Dục Hồn. Mộ Dung Phục Doãn đưa các thần dân chạy về phía đông, vào Tây Bình quận (gần tương ứng với Tây Ninh, Thanh Hải ngày nay), khiển sứ thỉnh hàng cầu cứu Tùy Dạng Đế. Dạng Đế phái An Đức vương Dương Hùng (楊雄) và Hứa công Vũ Văn Thuật (宇文述) đến tiếp ứng cho Mộ Dung Phục Doãn. Tuy nhiên, khi quân của Vũ Văn Thuật đến Lâm Khương thành, Mộ Dung Phục Doãn trở nên sợ hãi trước sức mạnh của quân Tùy và quyết định chạy trốn về phía tây. Vũ Văn Thuật dẫn binh truy kích, chiếm được hai thành Mạn Đầu và Xích Thủy, chém được trên 3000 thủ cấp, bắt được 200 quý tộc và 4.000 hộ Thổ Dục Hồn mới về. Mộ Dung Phục Doãn chạy về tây nam đến vùng núi tuyết hoang vu, đất cũ của Thổ Dục Hồn rộng 4000 lý theo chiều đông tây và 2000 lý theo chiều bắc nam rơi vào tay nhà Tùy. Nhà Tùy đem đất cũ của Thổ Dục Hồn phân làm châu huyện trấn thú, đưa những tội nhân đến đày ở đất này.
Tuy nhiên, vào năm 609, Mộ Dung Phục Doãn đã dẫn quân thoát ra khỏi vùng núi tuyết và đoạt lại đất đai bị mất, sang tháng 5 ÂL, Dạng Đế thân chinh tấn công Thổ Dục Hồn. Quân của Dạng Đế mặc dù gặp những thất bại nhỏ song đã một lẫn nữa buộc Mộ Dung Phục Doãn phải chạy trốn, tái khẳng định quyền kiểm soát của Tùy đối với các vùng đất cũ của Thổ Dục Hồn. Có trong tay Mộ Dung Thuận, Dạng Dế phong người này làm khả hãn, dưới sự trợ giúp của Đại Bảo vương Ni Lặc Chu (尼洛周), tiến về phía tây để cố nắm quyền kiểm soát đối với người Thổ Dục Hồn. Tuy nhiên, đến Tây Bình quận thì Ni Lặc Chu bị bộ hạ sát hại, và Mộ Dung Thuận lại trở về Tùy. Năm 613, Bùi Củ lại thuyết phục các bộ tộc quy thuận Hạt Sa Na khả hãn của Tây Đột Quyết tấn công Thổ Dục Hồn.
Không biết nhiều về tình hình của Thổ Dục Hồn dưới quyền cai trị của Mộ Dung Phục Doãn trong các thập niên sau đó, song trong thời điểm này, nhà Tùy suy sụp, bị nhấn chìm trong các cuộc khởi nghĩa nông dân trên toàn quốc.

## Trong thời gian trị vì của Đường Cao Tổ
Năm 619, Dạng Đế bị sát hại ở Giang Đô (江都, nay thuộc Dương Châu, Giang Tô), Mộ Dung Thuận từng cùng với Dạng Đế ở Giang Đô, khi này quay trở về kinh đô Trường An của Tùy, mà Trường An khi đó do một tướng nổi loạn chống lại Dạng Đế là Lý Uyên chiếm giữ. Lý Uyên đăng cơ và lập ra nhà Đường, tức Đường Cao Tổ, song vẫn phải tiếp tục chiến đấu để đánh bại các thủ lĩnh nổi dậy khác. Cao Tổ điều đình với Mộ Dung Phục Doãn- nay đã khôi phục lại các vùng đất của Thổ Dục Hồn, để tấn công một trong các kình địch là Lương Đế Lý Quỹ (李軌). Mộ Dung Phục Doãn chấp thuận, và yêu cầu phóng thích Mộ Dung Thuận. Cao Tổ chấp thuận, khởi binh đánh Lý Quỹ, và Mộ Dung Thuận có thể trở về Thổ Dục Hồn. (Tuy nhiên, vào thời điểm này, Mộ Dung Phục Doãn đã lập một người con trai khác làm thái tử, và sử sách tường thuật rằng Mộ Dung Thuận sau đó đã phiền muộn).
Bắt đầu từ năm 622, có lẽ do nghe theo kiến nghị của Thiên Trụ vương- một vị quân sư, Mộ Dung Phục Doãn bắt đầu tiến đánh các vùng đất của Đường giáp với Thổ Dục Hồn một cách thường xuyên, với vài cuộc tấn công mỗi năm. Các cuộc tấn công tiếp tục trong suốt thời gian trị vì còn lại của Cao Tổ.

## Trong thời gian trị vì của Đường Thái Tông
Các cuộc tấn công của Thổ Dục Hồn đã giảm tần suất khi Thái Tông hoàng đế lên ngôi, song vẫn tiếp tục. Vào một thời điểm nào đó trước năm 634, Mộ Dung Phục Doãn cầu hòa bằng cách khiến sứ nhập cống Thái Tông hoàng đế— song thậm chí trước cả khi sứ thần dời đi, quân Thổ Dục Hồn đã tấn công và cướp phá Thiện châu (鄯州, nay thuộc Hải Đông, Thanh Hải). Khi Thái Tông hoàng đế cử các sứ thần đến khiển trách Mộ Dung Phục Doãn và triệu Mộ Dung Phục Doãn đến Trường An yết kiến, Mộ Dung Phục Doãn xưng bệnh không đến, và yêu cầu lại rằng nhà Đường phải đưa một công chúa sang kết hôn với con trai của ông là Tôn vương. Thái Tông hoàng đế chấp thuận, song hạ lệnh rằng Tôn vương phải đích thân đến Trường An để kết hôn với công chúa. Khi Tôn vương không làm như vậy, Thái Tông hoàng đế tuyệt hôn. Trong khi đó, Mộ Dung Phục Doãn lại khiến binh tấn công Lan châu (涼州, nay gần tương ứng với Vũ Uy, Cam Túc) và Khuếch châu (廓州, cũng thuộc Hải Đông ngày nay) và giam giữ sứ thần Triệu Đức Khải (趙德楷) của Đường. Thái Tông hoàng đế cử một số sứ thần sang Thổ Dục Hồn để thảo luận vấn đề và cũng triệu kiến các sứ thần Thổ Dục Hồn và đích thân thảo luận với họ. Tuy vậy, Mộ Dung Phục Doãn vẫn không đổi ý.
Tháng 6 ÂL, Thái Tông hoàng đế cử Tả kiêu vệ đại tướng quân Đoàn Chí Huyền (段志玄) làm Tây Hải đạo hành quân tổng quản, Tả kiêu vệ tướng quân Phàn Hưng (樊興) làm Xích Thủy đạo hành quân tổng quản, hợp với quân từ các bộ tộc Khiết Bật (契苾) và Đảng Hạng để tấn công Thổ Dục Hồn. Tuy nhiên, khi Đoàn Chí Huyền bắt đầu tấn công, sau các chiến thắng nhỏ, quân Thổ Dục Hồn bắt đầu từ chối và tránh giao chiến. Ngay sau khi quân Đường rút lui, quân Thổ Dục Hồn lại bắt đấu tấn công Lương châu.
Ngày Tân Sửu (3) tháng 12 năm Giáp Ngọ (28 tháng 12 năm 634), Thái Tông hoàng đế phong Lý Tĩnh làm Tây Hải đạo hành quân đại tổng quản, đem quân đi đánh Thổ Dục Hồn. Tháng 1 năm Ất Mùi (635), người Đảng Hạng phản Đường theo Thổ Dục Hồn, Tháng 3 ÂL, người Khương ở Thao châu phản Đường, chạy sang Thổ Dục Hồn. Vào mùa hè cùng năm, quân Đường bắt đầu giao chiến với quân Thổ Dục Hồn, và sau khi Lý Đạo Tông- thuộc cấp của Lý Tĩnh, giành được một số chiến thắng nhỏ, Mộ Dung Phục Doãn theo chiến lược từng áp dụng với Đoàn Chí Huyền khi trước mà đốt cháy các đồng cỏ và bỏ chạy. Hầu hết các thuộc cấp của Lý Tĩnh cho rằng sẽ nguy hiểm nếu liều lĩnh tiến xa hơn trong khi không có đủ nguồn thức ăn cho gia súc và khuyên nên lui quân, song Hầu Quân Tập phản đối ý này và chỉ ra rằng đây là cơ hội để tiêu diệt Thổ Dục Hồn. Lý Tĩnh chấp thuận, và chia quân làm hai đạo: đich thân Lý Tĩnh cùng Tiết Vạn Quân (薛萬均) và Lý Đại Lượng (李大亮) dẫn một đạo quân tiến về tây bắc, còn Hầu Quân Tập và Lý Đạo Tông dẫn một đạo quân tiến về tây nam. Cả hai đạo quân đều đạt được thành công. Cuối cùng, Lý Tĩnh nhận được tin về vị trí của Mộ Dung Phục Doãn và tiến hành đột kích, đánh phá đội quân còn lại của Mộ Dung Phục Doãn. Bản thân Mộ Dung Phục Doãn xoay xở để chạy trốn, song các quý tộc do Mộ Dung Thuận lãnh đạo giết chết Thiên Trụ vương và đầu hàng. Theo Tư trị thông giám, Mộ Dung Phục Doãn đã bị thuộc hạ giết chết trong lúc chạy trốn, song Cựu Đường thư, quyển 198 và Tân Đường thư, quyển 221 thượng thì viết rằng ông tự sát. Thái Tông hoàng đế lập Mộ Dung Thuận làm Tây Bình quận vương và Truật Cố Lã Ô Cam Đậu khả hãn, cho kế vị Mộ Dung Phục Doãn.